# Gare de La Roche-sous-Montigny
Pour les articles homonymes, voir Gare de La Roche (homonymie) et Gare de Montigny.
La gare de La Roche-sous-Montigny est une gare ferroviaire française de la ligne de Longuyon à Mont-Saint-Martin (vers Athus), située près du village de La Roche-sous-Montigny sur le territoire de la commune de Montigny-sur-Chiers dans le département de Meurthe-et-Moselle en région Lorraine.
C'était une halte située rue de la Gare.

## Situation ferroviaire
Établie à 230 mètres d'altitude, la gare de La Roche-sous-Montigny est située au point kilométrique (PK) 233,719 de la ligne de Longuyon à Mont-Saint-Martin (vers Athus), entre les gares de Viviers-sur-Chiers (fermée) et de Cons-la-Grandville (fermée). Elle est également encadrée par les tunnels de Montigny 318 mètres et La Roche 288 mètres.

## Histoire
En 1884, le conseil général du département émet un vœu pour l'établissement d'une halte au lieu-dit la Roche-sous-Montigny sur la ligne de Longuyon à la frontière belge. L'argumentation avancée est le fait que d'importantes manufactures viennent d'être établies en ce lieu et qu'il y a une distance importante sans arrêts entre la gare de Longuyon et celle de Cons-la-Grandville.

## Service des voyageurs
Halte voyageurs fermée.